# Austrotinodes angustior
Austrotinodes angustior är en nattsländeart som beskrevs av Schmid 1955. Austrotinodes angustior ingår i släktet Austrotinodes och familjen trattnattsländor. Inga underarter finns listade i Catalogue of Life.